# Johan Jacobs
Johan Jacobs (Zürich, 1 maart 1997) is een Zwitsers wielrenner en voormalig veldrijder, die anno 2020 rijdt voor Movistar Team, dat hem overnam van het opleidingsteam van Lotto-Soudal.

## Carrière
Zijn vader is Belgisch en zijn moeder Zwitsers, en hij is momenteel woonachtig in Middelkerke. In augustus 2021 maakte Jacobs in de Ronde van Spanje zijn debuut in een grote ronde. In de negende rit kwam de Zwitser zwaar ten val, brak zijn rechterschouderblad en een rib, liep een klaplong op en moest noodgedwongen de strijd voortijdig staken.

## Palmares

### Jeugd

#### Wegwielrennen
2018
1e etappe Ronde van Namen
2019
2e in Parijs Roubaix voor beloften
3e etappe Ronde van Vlaams-Brabant (ITT)
Eindklassement Vlaams-Brabant
2e etappe Ronde van de Toekomst (TTT)

#### Resultaten in voornaamste wedstrijden
| Jaar | Ronde van Italië | Ronde van Frankrijk | Ronde van Spanje |
| ---- | ---------------- | ------------------- | ---------------- |
| 2020 |                  |                     |                  |
| 2021 |                  |                     | opgave           |
| 2022 |                  |                     |                  |
| 2023 |                  |                     |                  |
| 2024 |                  |                     |                  |
| 2025 |                  |                     |                  |

| Jaar | Milaan-San Remo | Gent-Wevelgem | Ronde van Vlaanderen | Parijs-Roubaix | Amstel Gold Race | Ronde van Lombardije |  | WK op de weg |
| ---- | --------------- | ------------- | -------------------- | -------------- | ---------------- | -------------------- |  | ------------ |
| 2020 |                 | 16e           | 93e                  |                |                  |                      |  |              |
| 2021 |                 | 69e           | 78e                  |                | opgave           |                      |  |              |
| 2022 |                 | 44e           | 64e                  | opgave         | 40e              | 106e                 |  |              |
| 2023 | 133e            | 60e           | 88e                  | 133e           | opgave           |                      |  |              |
| 2024 |                 | 89e           | opgave               | 38e            | opgave           |                      |  | opgave       |
| 2025 |                 | opgave        |                      | 21e            | opgave           |                      |  |              |

#### Veldrijden
| Categorie | Seizoen   | Wereldbeker | Superprestige | DVV Trofee              | WK  | EK  | ZK     | Overige | Totaal aantal zeges |
| --------- | --------- | ----------- | ------------- | ----------------------- | --- | --- | ------ | ------- | ------------------- |
| Junioren  | 2013-2014 |             | Middelkerke   |                         | 6e  | 7e  | Goud   |         | 2                   |
| Junioren  | 2014-2015 | Namen       | Middelkerke   | Oudenaarde, Baal, Lille | 6e  | ↑   | Goud   |         | 6                   |
| Junioren  | Totaal    | 1           | 2             | 3                       | 0   | 0   | 2      | 0       | 8                   |
| Beloften  | 2015-2016 |             |               |                         | 16e | 12e | Brons  |         | 0                   |
| Beloften  | 2016-2017 |             |               |                         | 16e | DNF | Goud   |         | 1                   |
| Beloften  | 2017-2018 |             |               |                         | 48e | 22e | Zilver |         | 0                   |
| Beloften  | 2018-2019 |             |               |                         | DNS | 35e | DNS    |         | 0                   |
| Beloften  | Totaal    | 0           | 0             | 0                       | 0   | 0   | 1      | 0       | 1                   |

### Elite

#### Strandwielrennen
2019
De Panne Beach Endurance

## Ploegen
- 2013 –  VC Steinmaur
- 2014 –  Vistamedia Hamme
- 2016 –  Marlux-Napoleon Games
- 2017 –  Pauwels Sauzen-Vastgoedservice
- 2018 –  Pauwels Sauzen-Vastgoedservice
- 2018 –  Creafin-TÜV SÜD
- 2019 –  Lotto-Soudal U23
- 2020 –  Movistar Team
- 2021 –  Movistar Team
- 2022 –  Movistar Team
- 2023 –  Movistar Team
- 2024 –  Movistar Team
- 2025 –  Groupama-FDJ

Adams · Boroš · Camps · Jacobs · Peeters · Rombouts · Schuermans · Vermeersch · Wouters
Alba · Arcas · Betancur (tot 31/08) · Carretero · Cataldo · Cullaigh · Elosegui · Erviti · Hollmann · Jacobs · Jorgenson · E. Mas · L. Mas · Mora · Norsgaard · Oliveira · Pedrero · Prades · Roelandts · Rojas · Rubio · Samitier · Sepúlveda · Soler · Torres · Valverde · Verona · Villella
Alba · Arcas · Carretero · Cataldo · Cullaigh · Elosegui · Erviti · García · González ·  Hollmann · Jacobs · Jorgenson · López (tot 1/10) · E. Mas · L. Mas · Mora · Mühlberger · Norsgaard · Oliveira · Pedrero · Rojas · Rubio · Samitier · Serrano · Soler · Torres · Valverde · Verona · Villella
Aranburu · Arcas · Barta · Elosegui · Erviti · García · González · Hollmann · Izagirre · Jacobs · Jorgenson · Kanter · Lazkano · E. Mas · L. Mas · Mühlberger · Norsgaard · Oliveira · Pedrero · Rangel Costa · Rodríguez · Rojas · Rubio · Samitier · Serrano · Sosa · Torres · Valverde · Verona
Aranburu · Arcas · Barta · Erviti · García · Gaviria · González · Guerreiro · Hollmann · Izagirre · Jacobs · Jorgenson · Kanter · Lazkano · E. Mas · L. Mas · Mühlberger · Norsgaard · Oliveira · Pedrero · Rangel Costa · Rodríguez · Rojas · Romeo · Rubio · Samitier · Serrano · Sosa · Torres · Verona
Aranburu · Arcas · Barrenetxea · Barta · Canal · Cavagna · Cimolai · Formolo · García · Gaviria · Guerreiro · Jacobs · Lazkano · Mas · Milesi · Moro · Mühlberger · Norsgaard · Oliveira · Pedrero · Quintana · Rangel Costa (tot 19/8) · Romeo · Romo · Rubio · Samitier · Serrano · Sosa · Torres